# Potamogeton trichoides
Potamogeton trichoides é uma espécie de planta com flor pertencente à família Potamogetonaceae. 
A autoridade científica da espécie é Cham. & Schltdl., tendo sido publicada em Linnaea 2: 175. 1827.

## Portugal
Trata-se de uma espécie presente no território português, nomeadamente em Portugal Continental.
Em termos de naturalidade é nativa da região atrás indicada.

## Protecção
Não se encontra protegida por legislação portuguesa ou da Comunidade Europeia.